# Onthophagus juvencus
Onthophagus juvencus là một loài bọ cánh cứng trong họ Bọ hung (Scarabaeidae).